# Annie Hurdy Gurdy

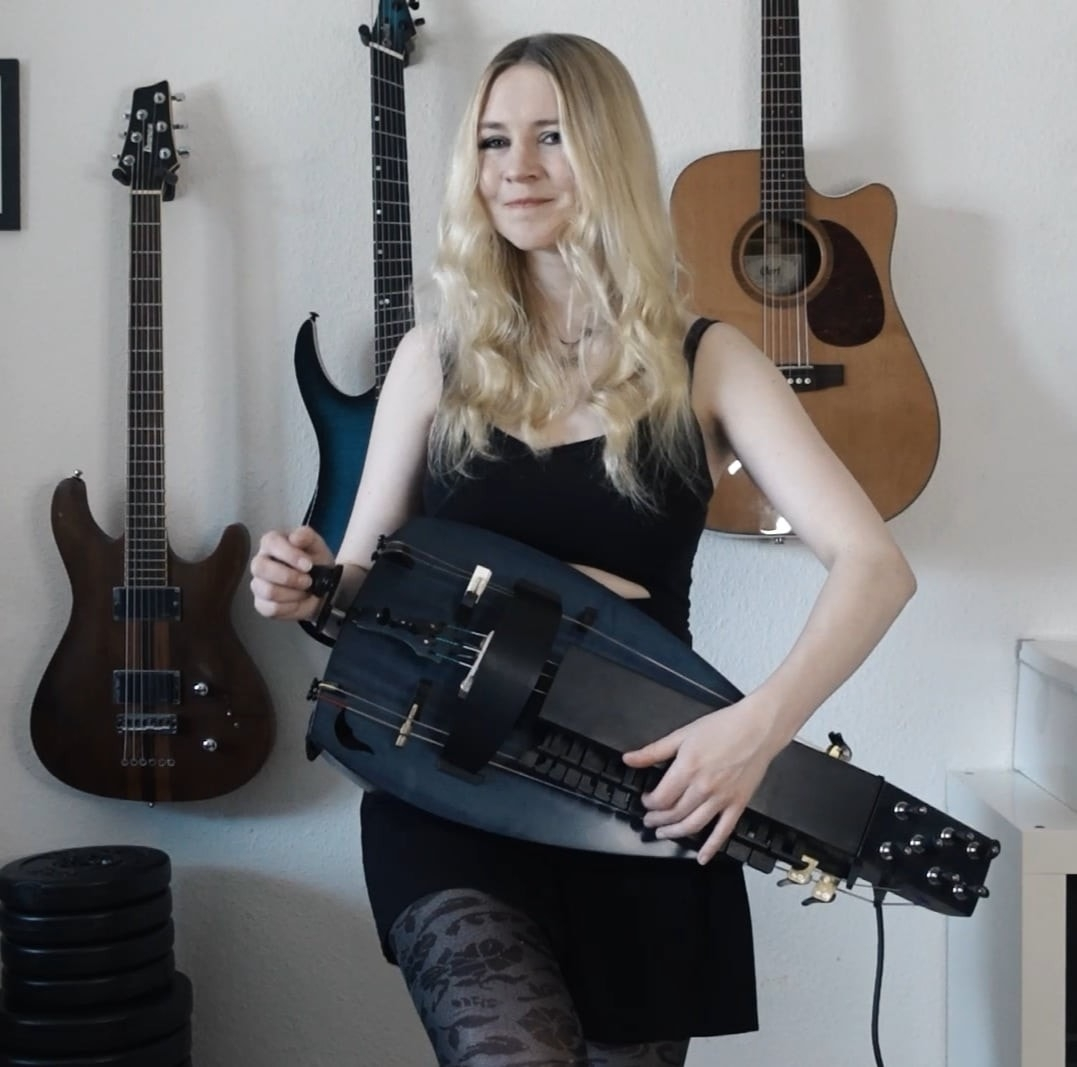
Annie Hurdy Gurdy bei einem Konzert im Jahr 2023

Annie Hurdy Gurdy (bürgerlich: Annika Maria Hoyer, * 22. November 1991) ist eine deutsche Folk-Musikerin, Multiinstrumentalistin, Sängerin und Songwriterin, die vor allem dafür bekannt ist, traditionelle Instrumente wie Drehleier, Sackpfeife und Nyckelharpa zu spielen.

## Karriere
Annie Hurdy Gurdy begann im Alter von drei Jahren die Blockflöte zu erlernen, welche bis heute zu ihren Hauptinstrumenten gehört. Während ihrer Schulzeit war sie Teil diverser Musikgruppen und erlernte unter anderem Saxophon, Klavier, Querflöte und Trompete.
Im Alter von etwa 16 Jahren wandte sie sich hauptsächlich der Folk- und Mittelaltermusik zu und erlernte in der Folgezeit – größtenteils autodidaktisch – Whistles, Sackpfeife und Drehleier. Seit 2021 gehört auch die Nyckelharpa zu ihrem Instrumentarium.
Sie war Mitglied der deutschen Bands Impius Mundi (2015–2016) und Mythemia (2016–2019) und ist seit 2015 Teil der Mittelalter-Band Comes Vagantes und seit 2019 Mitglied der Ludwigsburger Folk-Rock-Band Krayenzeit. Im August und September 2019 begleitete sie mit ihrer Band Krayenzeit die deutsche Mittelalter-Rock-Band Saltatio Mortis auf der In Castellis Tour. Sie ist in regelmäßigen Abständen als Studiomusikerin für diverse Musikproduktionen tätig. So ist sie unter anderem auf mehreren Veröffentlichungen der Folk-Metal-Band Harpyie zu hören. Seit 2019 ist sie zunehmend auch als Solo-Künstlerin unterwegs und veröffentlicht unter dem Namen „Annie Hurdy Gurdy“. Seit Anfang 2021 erlangt sie zunehmend Bekanntheit durch die Veröffentlichungen von kurzen Videos auf den sozialen Plattformen TikTok und Instagram, die bereits Millionen von Aufrufen erhielten.
Im April und Mai 2022 begleitete sie die Band Versengold als Gastsängerin auf der „Nacht der Balladen“-Tour. Im Oktober und November 2022 begleitete Annie Hurdy Gurdy die Band erneut auf deren „Was kost die Welt“-Tour als Gastmusikerin.
Am 1. November 2022 gab die Schweizer Band Eluveitie bekannt, dass Annie Hurdy Gurdy ihr neues festes Mitglied werde. Nach einer verletzungsbedingten Pause gab Annie Hurdy Gurdy im August 2024 bekannt, dass sie kein Teil der Band mehr sein würde.
Seit 2024 ist sie Lead-Sängerin im Musik- und Hörspielprojekt Dämmerland, das im November desselben Jahres Platz 2 der Deutschen Album-Charts erreichte.

## Diskografie
- 2016: Oropher – O (Album)[18]
- 2019: Annie Hurdy Gurdy – Call of the Woods (Single)[19]
- 2019: Comes Vagantes – Nuda Veritas[20]
- 2019: Annie Hurdy Gurdy – Ladies of the Woods (Single)[21]
- 2020: Annie Hurdy Gurdy – Thyia (Single)[22]
- 2020: Annie Hurdy Gurdy – Siren's Lullaby (Single)[23]
- 2020: Krayenzeit – Staub und Tränen Teil 1: Aus der Asche... (Album)[24]
- 2021: Annie Hurdy Gurdy – Earthling (EP)[25]
- 2021: Annie Hurdy Gurdy – Nostalgia (EP)[26]
- 2022: Annie Hurdy Gurdy – Game of Thrones (Hurdy Gurdy Version)[27]
- 2023: Starur, Annie Hurdy Gurdy – By the Tree (Single)
- 2024: Dämmerland – Dämmerland (Album)[28]

als Gastmusikerin
- 2018: Album „Blindflug“ der Band Harpyie[29]
- 2018: Album „Hymn of the High Seas“ von Antti Martikainen[30]
- 2018: Album „Kinder des Zorns“ der Band Forgotten North[31]
- 2019: Album „Leviathan“ der Band Mr. Hurley & die Pulveraffen[32]
- 2019: Album „The Heart of Avalon“ von Antti Martikainen[33]
- 2019: „Toss a coin to your witcher“ Cover Single der Band Harpyie[34]
- 2020: Hörbuch „Anderswelten“ von Malte Hoyer (Sänger der Band Versengold)[35]
- 2020: Album „Sing Me A Song“ der Band Harmony Glen[36]
- 2020: Single „Xmas Tunes“ des Projekts Book of Tunes[37]
- 2021: „Game of Thrones“ Cover Single der Band Parthanax[38]
- 2021: Album „Minnewar“ der Band Harpyie[39]
- 2022: Album „Shadows And Flames“ der Band Riverwood[40]
- 2022: Album „Was kost die Welt“ der Band Versengold[41]
- 2022: Album „Dedicated“ der Band Ganaim[42]
- 2023: Album „Wake The Rebels“ der Band The O’Reillys and the Paddyhats[43]

## Musikvideos
Musikvideos auf dem YouTube-Kanal „Annie Hurdy Gurdy“:
- 2017: Challenge[44] zusammen mit Allina Lesnik und Marco Paulzen
- 2019: Call of the woods[45]
- 2019: Sternenfeuer[46]
- 2019: Ladies Of The Woods[47]
- 2020: Toss a Coin to Your Witcher[48] zusammen mit der Band Harpyie
- 2020: Thyia[49]
- 2020: Siren's Lullaby[50]
- 2020: Brian Boru's March[51] zusammen mit Fanny Herbst (Brisinga) und Fabis Tunes (Brisinga, Storm Seeker)
- 2020: Thonar[52] (Demo)
- 2021: Bosun Bill[53]
- 2021: Ramund Den Unge[54]
- 2021: Mermaid's Crown[55]
- 2021: Game of Thrones[56]
- 2021: The Parting Glass[57]
- 2021: Dunmore Lassies[58]
- 2021: Es führt über den Main[59]
- 2021: Jag minnes dig[60]
- 2022: Lullaby of Woe[61]
- 2022: Eis und Asche (Live/Nacht der Balladen)[62]

Andere Auftritte in Musikvideos:
- 2017: Harpyie – Berserker[63]
- 2018: Mythemia – Wieder auf der Reise[64]
- 2019: Harpyie – Kompassrosen welken nicht[65]
- 2019: Sören Vogelsang – Dat du min Leevste büst[66]
- 2019: Harpyie – Toss a Coin to Your Witcher[67]
- 2021: Parthanax – Game of thrones[68]
- 2021: Krayenzeit – Je länger, umso lauter[69]
- 2021: Harpyie – Wenn ich tot bin[70]
- 2021: Harpyie – Tanz mit mir[71]